# ロボットビジョン
ロボットビジョン（英: robot vision,RV）とは、ロボットのための視覚機能。
コンピュータビジョンとの違いは、コンピュータビジョンは、人間の持つ高度な視覚機能を情報科学的観点から解明することおよび、計算機を用いて柔軟な視覚情報処理機能を実現することを目的とした学問分野であり、ロボットだけでなく、医用画像、ITS、webなどの画像検索と分野は幅広い。
それに対し、ロボットビジョンは、ロボットに搭載することを目的としており、画像認識・理解、物体認識、環境地図作成などコンピュータビジョンの一部である。

## 特徴
ロボットビジョンの特徴は、次の点があげられる。
- リアルタイム性
  - 環境が変化しない速度での認識。
- 認識精度
  - 正確でより詳細な記述よりも行動が決められる程の精度。
- アクティブビジョン
  - 移動したり、物体を把持したりしてロボット自身が認識しやすいように行動する。